# Gastrocopta
Gastrocopta är ett släkte av snäckor. Gastrocopta ingår i familjen puppsnäckor.
Kladogram enligt Catalogue of Life:
| Gastrocopta | \| \| Gastrocopta abbreviata \| \| \| \| \| \| Gastrocopta armifera \| \| \| \| \| \| Gastrocopta ashmuni \| \| \| \| \| \| Gastrocopta carnegiei \| \| \| \| \| \| Gastrocopta clappi \| \| \| \| \| \| Gastrocopta cochisensis \| \| \| \| \| \| Gastrocopta contracta \| \| \| \| \| \| Gastrocopta corticaria \| \| \| \| \| \| Gastrocopta cristata \| \| \| \| \| \| Gastrocopta dalliana \| \| \| \| \| \| Gastrocopta holzingeri \| \| \| \| \| \| Gastrocopta pellucida \| \| \| \| \| \| Gastrocopta pentodon \| \| \| \| \| \| Gastrocopta pilsbryana \| \| \| \| \| \| Gastrocopta procera \| \| \| \| \| \| Gastrocopta prototypus \| \| \| \| \| \| Gastrocopta quadridens \| \| \| \| \| \| Gastrocopta riograndensis \| \| \| \| \| \| Gastrocopta riparia \| \| \| \| \| \| Gastrocopta ruidosensis \| \| \| \| \| \| Gastrocopta rupicola \| \| \| \| \| \| Gastrocopta servilis \| \| \| \| \| \| Gastrocopta similis \| \| \| \| \| \| Gastrocopta sterkiana \| \| \| \| \| \| Gastrocopta tappaniana \| \| \| \| |
|             | \| \| Gastrocopta abbreviata \| \| \| \| \| \| Gastrocopta armifera \| \| \| \| \| \| Gastrocopta ashmuni \| \| \| \| \| \| Gastrocopta carnegiei \| \| \| \| \| \| Gastrocopta clappi \| \| \| \| \| \| Gastrocopta cochisensis \| \| \| \| \| \| Gastrocopta contracta \| \| \| \| \| \| Gastrocopta corticaria \| \| \| \| \| \| Gastrocopta cristata \| \| \| \| \| \| Gastrocopta dalliana \| \| \| \| \| \| Gastrocopta holzingeri \| \| \| \| \| \| Gastrocopta pellucida \| \| \| \| \| \| Gastrocopta pentodon \| \| \| \| \| \| Gastrocopta pilsbryana \| \| \| \| \| \| Gastrocopta procera \| \| \| \| \| \| Gastrocopta prototypus \| \| \| \| \| \| Gastrocopta quadridens \| \| \| \| \| \| Gastrocopta riograndensis \| \| \| \| \| \| Gastrocopta riparia \| \| \| \| \| \| Gastrocopta ruidosensis \| \| \| \| \| \| Gastrocopta rupicola \| \| \| \| \| \| Gastrocopta servilis \| \| \| \| \| \| Gastrocopta similis \| \| \| \| \| \| Gastrocopta sterkiana \| \| \| \| \| \| Gastrocopta tappaniana \| \| \| \| |
|             | Bothriopupa |
|             | |
|             | Chaenaxis |
|             | |
|             | Columella |
|             | |
|             | Lauria |
|             | |
|             | Nearctula |
|             | |
|             | Pronesopupa |
|             | |
|             | Pupilla |
|             | |
|             | Pupisoma |
|             | |
|             | Pupoides |
|             | |
|             | Sterkia |
|             | |
|             | Vertigo |
|             | |
|             | Gastrocopta abbreviata |
|             | |
|             | Gastrocopta armifera |
|             | |
|             | Gastrocopta ashmuni |
|             | |
|             | Gastrocopta carnegiei |
|             | |
|             | Gastrocopta clappi |
|             | |
|             | Gastrocopta cochisensis |
|             | |
|             | Gastrocopta contracta |
|             | |
|             | Gastrocopta corticaria |
|             | |
|             | Gastrocopta cristata |
|             | |
|             | Gastrocopta dalliana |
|             | |
|             | Gastrocopta holzingeri |
|             | |
|             | Gastrocopta pellucida |
|             | |
|             | Gastrocopta pentodon |
|             | |
|             | Gastrocopta pilsbryana |
|             | |
|             | Gastrocopta procera |
|             | |
|             | Gastrocopta prototypus |
|             | |
|             | Gastrocopta quadridens |
|             | |
|             | Gastrocopta riograndensis |
|             | |
|             | Gastrocopta riparia |
|             | |
|             | Gastrocopta ruidosensis |
|             | |
|             | Gastrocopta rupicola |
|             | |
|             | Gastrocopta servilis |
|             | |
|             | Gastrocopta similis |
|             | |
|             | Gastrocopta sterkiana |
|             | |
|             | Gastrocopta tappaniana |
|             | |

|  | Gastrocopta abbreviata    |
|  |                           |
|  | Gastrocopta armifera      |
|  |                           |
|  | Gastrocopta ashmuni       |
|  |                           |
|  | Gastrocopta carnegiei     |
|  |                           |
|  | Gastrocopta clappi        |
|  |                           |
|  | Gastrocopta cochisensis   |
|  |                           |
|  | Gastrocopta contracta     |
|  |                           |
|  | Gastrocopta corticaria    |
|  |                           |
|  | Gastrocopta cristata      |
|  |                           |
|  | Gastrocopta dalliana      |
|  |                           |
|  | Gastrocopta holzingeri    |
|  |                           |
|  | Gastrocopta pellucida     |
|  |                           |
|  | Gastrocopta pentodon      |
|  |                           |
|  | Gastrocopta pilsbryana    |
|  |                           |
|  | Gastrocopta procera       |
|  |                           |
|  | Gastrocopta prototypus    |
|  |                           |
|  | Gastrocopta quadridens    |
|  |                           |
|  | Gastrocopta riograndensis |
|  |                           |
|  | Gastrocopta riparia       |
|  |                           |
|  | Gastrocopta ruidosensis   |
|  |                           |
|  | Gastrocopta rupicola      |
|  |                           |
|  | Gastrocopta servilis      |
|  |                           |
|  | Gastrocopta similis       |
|  |                           |
|  | Gastrocopta sterkiana     |
|  |                           |
|  | Gastrocopta tappaniana    |
|  |                           |